# جبل شمرخ
جبل شمرخ بضم الشين والراء جبل يقع شمال شرق وادي قرية سبيحة في الحجاز ومنه طريق الطائف الباحة ابها خط الجنوب ووادي بيده

## الموقع
يقع جبل شمرخ شمال شرق مدينة الباحة بنحو 20كم.